# Policheta
Policheta – rodzaj muchówek z rodziny rączycowatych (Tachinidae).

## Wybrane gatunki
- P. crassispinosa Wood, 1985[2]
- P. unicolor (Fallén, 1820)[1]